# 金養点
金 養点（キム・ヤンジョム、朝鮮語: 김양점、1944年 - 2014年）は、朝鮮民主主義人民共和国の軍人、政治家。人民武力部副部長、朝鮮人民軍総参謀部工兵局長などを歴任した。朝鮮人民軍における軍事称号（階級）は上将。漢字表記は金陽占とも。

## 経歴
1944年に生まれた。出生地は不明。金日成軍事総合大学卒業。1981年から人民武力部工兵局高級参謀、副部長、部長を歴任。1991年に人民軍少将に昇進。1992年には中将に昇進し、朝鮮人民軍総参謀部工兵局長に任命された。1998年に最高人民会議第10期代議員に選出された。2002年4月に上将に昇進し、人民武力部副部長に任命された。同年9月18日にはベトナム戦争に派遣され戦死した朝鮮人民軍兵士の遺骨を回収するため、政府代表団長としてベトナムを訪問した。
2009年3月8日に実施された最高人民会議第12期代議員選挙で代議員に再選されたのを最後に動静が途絶え、2014年9月4日に愛国烈士陵に埋葬された。死亡日時は不明である。

## 参考サイト
- 북한정보포털